# Delphyre parcipuncta
Delphyre parcipuncta là một loài bướm đêm thuộc phân họ Arctiinae, họ Erebidae.